# Intercettazione
L'intercettazione è l'azione o l'insieme di azioni operate al fine di acquisire nozione ed eventualmente copia di uno scambio di comunicazioni fra due o più soggetti terzi di cui si analizzano, spesso a loro insaputa, le comunicazioni intercorse tra di essi.

## Storia
Le intercettazioni sono state in più occasioni al centro di avvenimenti storici forieri di conseguenze di importante portata, come ad esempio avvenne per lo scandalo Watergate, che nel 1972 costrinse alle dimissioni il presidente degli Stati Uniti d'America del tempo. Nel 2013 sempre gli Stati Uniti sono stati al centro del cosiddetto Datagate, riguardante intercettazioni abusive di massa condotte da enti strategici di quel paese. Il rapporto tra il valore della conoscenza e quello della riservatezza ha anche sollecitato una giurisprudenza di bilanciamento tra i due interessi, tentata a livello sovranazionale dalla Corte europea dei diritti dell'uomo.

## Analisi e caratteristiche
Oggetto possono essere i dialoghi o la corrispondenza o comunque ogni scambio di parole che i medesimi avessero fra essi a produrre nella fallace convinzione di non essere ascoltati o letti. L'intercettazione vìola quindi la segretezza delle comunicazioni; può essere condotta anche da privati, ma quando è imputabile agli Stati persegue o finalità giurisdizionali (persecuzione di reati) o finalità di censura, allestite per il controllo degli oppositori politici o a fini di polizia, come ad esempio per il controllo dei detenuti.
L'intercettazione è in genere un'attività essenziale nell'ambito delle operazioni condotte dai servizi segreti. Il rischio di intercettazione della corrispondenza ha dato origine all'utilizzo di contromisure preventive quali l'adozione di cifrari con cui rendere incomprensibile il contenuto dei messaggi a lettori diversi dal destinatario, a meno di successo di eventuali azioni contrapposte di crittoanalisi. Con l'avvento della telefonia, sono nate le stazioni di intercettazione, in genere militari, che ebbero grande sviluppo durante la prima guerra mondiale.
Con lo sviluppo di internet l'intercettazione telematica ha fatto sorgere da un lato attività lecite di informatica forense, dall'altro attività pressoché ovunque considerate illecite di spionaggio telematico.

## Tipologie

### Intercettazione telefonica
L'intercettazione telefonica opera con o senza la collaborazione degli operatori telefonici, che in molti paesi sono obbligati ad adempiere alle richieste (in genere della locale autorità giudiziaria) tramite le proprie strutture tecnologiche ed organizzative (all’interno della funzione di Security o della funzione Affari Legali in genere è allocata la funzione d’azienda che gestisce le richieste dell’AG, che in termini pratici possono consistere nell’attivazione delle intercettazione dei servizi di telecomunicazione, la fornitura dei tabulati delle comunicazioni effettuate nel passato, l’identificazione degli abbonati, ecc.). In simili casi le linee telefoniche obiettivo dell'intercettazione vengono duplicate, in maniera completamente impercettibile all'utilizzatore, e le conversazioni in copia sono instradate verso un apposito centro intercettazioni, in cui possono essere registrate su supporti magnetici o digitali. Le registrazioni vengono solitamente protette con sistemi di cifratura.
Il risultato di un'intercettazione richiesta agli operatori telefonici dipende molto da ciò che gli operatori sono in grado di attuare, tecnicamente e legalmente, con la collaborazione dei cosiddetti fornitori di "terze parti". Un punto importante dell'intercettazione è la relazione tra gli standard tecnici e le leggi che regolamentano questo aspetto all'interno di ogni nazione. Le specifiche tecniche emanate da organismi internazionali in materia di intercettazione legale delle comunicazioni costituiscono a tutti gli effetti un'indicazione circa le modalità con cui deve essere effettuata l'intercettazione e su come devono essere presentati i dati intercettati alle competenti Autorità. La legislazione nazionale può dunque divergere, anche solo parzialmente, dall'aderenza a questi standard.
Gli standard internazionali in materia d'intercettazione legale sono apparsi solo negli anni 2000. Al momento solo le organizzazioni 3GPP e ANSI hanno prodotto un modello di riferimento per le intercettazioni legali. Il 3GPP (Third Generation Partnership Project) è un gruppo di lavoro di carattere internazionale, creato da un accordo di collaborazione nel dicembre 1998 tra una serie di organizzazioni tra cui ETSI, che si occupa della standardizzazione dei sistemi di telecomunicazioni in tutti i loro aspetti. L'ANSI (American National Standards Institute) è un'organizzazione privata non a fini di lucro, che produce standard industriali per gli Stati Uniti.
In funzione di alcuni vincoli, fra cui la segretezza delle indagini, l'utilizzo o meno del telefono come mezzo di comunicazione da parte di un soggetto indagato, l'impiego di contromisure contro le intercettazioni, gli investigatori impiegano anche altre tecniche; fra queste, le intercettazioni ambientali e le intercettazioni informatiche.

### Intercettazione telematica
L'intercettazione opera classicamente mediante l'acquisizione di pacchetti di dati in transito sulla Rete. Può essere impostata per l'acquisizione dei dati che sono trasmessi o ricevuti da un singolo utente o da gruppi di utenti, e come illustrato nel 2013 dal caso detto del "Datagate", ricorrendo le condizioni tecniche è possibile anche effettuare intercettazioni di massa.
Le tecniche principali di intercettazione consentono di acquisire i pacchetti di dati o mentre questi sono in libero transito dal computer emittente a quello ricevente, oppure - grazie ad appositi software spia che si installano sul computer della vittima all'insaputa della stessa - è il computer osservato a trasmettere i dati di interesse alla stazione intercettante all'insaputa dell'utente.

### Intercettazione ambientale
Le intercettazioni ambientali sono realizzate principalmente con l'impiego di microspie, microfoni direzionali, microfoni a contatto e telecamere nascoste. Le microspie propriamente dette sono microfoni occulti idonei a captare i suoni e trasmetterli via cavo o via radio a una idonea stazione ricevente, ovvero immagazzinare quanto captato in memorie che verranno lette (o, gergalmente, "sbobinate") lontano dal punto di cattura. Le telecamere ovviamente hanno una funzione del tutto analoga relativamente alle immagini che sia possibile catturare dal punto di osservazione, e in genere comprendono al loro interno quanto necessario per svolgere lo stesso compito per l'audio.
Il problema tecnico per microspia e telecamera è duplice, e riguarda dapprima il posizionamento della sorgente di dati, che spesso richiede l'introduzione in proprietà private e/o in ambienti abitati, e poi dell'accesso ai dati che vengono catturati. Nel caso non sia possibile una trasmissione via radio, ai dati si potrà accedere soltanto recuperando fisicamente il dispositivo, ripetendo l'accesso all'area osservata.
Il microfono direzionale invece è un tipo di microfono adatto all'uso da relativa distanza; essendo dotato di un cono con funzione di amplificazione selettiva dei suono provenienti da una determinata direzione, oltre che di adeguato software di ottimizzazione e filtraggio del suono catturato, con il direzionale è possibile ascoltare conversazioni anche senza avere un dispositivo all'interno dell'area osservata.
Il microfono a contatto è invece un dispositivo munito di software per la massimizzazione della resa fonica in termini volumetrici, che tipicamente consente di ascoltare conversazioni che si svolgono al di là di una parete o una soletta, oppure a distanza mediante l'appoggio a tubazioni o altri conduttori impropri (ad esempio impianti di riscaldamento centralizzato).

## Tecniche anti-intercettazione
Per impedire che un'intercettazione telefonica possa risultare efficace, principalmente si utilizzano diversi tipi di strumenti di crittografia, mediante i quali si impiegano tecnologie applicabili a computer e telefoni mobili programmabili (smartphone) e che "criptano" la voce prima di inviarla su una rete dati (GSM CSD, PSTN, ISDN, UMTS, GPRS, HSDPA).
Simili software lavorano senza il coinvolgimento dell'operatore di telefonia e devono essere installati nel terminale emittente e in quello destinatario, i quali introducono un livello di cifratura ulteriore a quello della rete GSM, oppure uno scrambling, in cui una o più funzioni d'onda che disturbano la comunicazione creando un rumore di fondo che rende indecifrabile la conversazione, se questo non viene filtrato ed eliminato dai programmi installati sui terminali.
Un esempio è il primo standard di sicurezza telefonica ZRTP, considerato sicuro dallo stesso ente di standardizzazione dei protocolli internet Internet Engineering Task Force, con cui è possibile cifrare le telefonate che queste viaggino su rete telefonica fissa o mobile.
ZRTP pone al centro della verifica della sicurezza la relazione fra gli interlocutori a cui viene richiesto di verificare verbalmente un codice di sicurezza della chiamata. Verificato questo (Short authentication string) la chiamata è cifrata con lo standard di sicurezza SRTP.
ZRTP è implementato da Philip Zimmermann, ha attirato l'attenzione di aziende produttrici di sistemi anti intercettazione e di tutta la comunità opensource.
Molte associazioni di attivisti e organizzazioni dedite alla protezione della privacy e della libertà di espressione supportano la diffusione dello standard ZRTP.

## Aspetti legali specifici
Poiché la funzione giudiziaria dell'intercettazione ha per scopo di produrre una prova da valersi in sede eminentemente processuale, in molti ordinamenti sorge un problema allorché venga presentata una prova illecitamente costituita: poiché il tipo di operazioni in cui consiste l'intercettazione è fisiologicamente esposto a raccogliere elementi che ne minano la perfetta liceità, accade talora che sia presentata come prova un'intercettazione non correttamente eseguita.
In simili evenienze, alcuni sistemi ammettono la prova ancorché irregolarmente formata e si riservano eventualmente di perseguire l'illecito relativo all'intercettazione, pur consentendo però che l'intercettazione abbia effetto sul processo. In altri sistemi dalla prova non ammissibile non possono derivare effetti in danno del reo.

## Nel mondo
Giuridicamente, in molti ordinamenti degli Stati del mondo l'intercettazione è vietata al cittadino mentre è consentita, a determinate condizioni, a soggetti di diritto pubblico, classicamente esercenti funzioni giudiziarie e di polizia. Soprattutto per quanto riguarda l'utilizzo dello strumento nella procedura penale, è un mezzo di ricerca della prova.
Le intercettazioni telematiche sono variamente interpretate dai diversi ordinamenti, e spesso si ha distinzione fra comunicazioni in fonia attraverso internet (ad esempio con sistemi VOIP) e comunicazioni scritte. Non di rado le norme dei singoli stati assimilano le previsioni alle precedenti normative per l'intercettazione in fonia oppure per l'intercettazione di corrispondenza: l'intercettazione di una telefonata via Voip è cioè regolamentata, sostanzialmente, come quella di qualsiasi telefonata, mentre per le restanti comunicazioni ci si regola come per il controllo della posta.

### Italia
L'intercettazione, nell'ordinamento giuridico italiano, è un mezzo di ricerca della prova previsto e disciplinato dall'art. 266 e seguenti del codice di procedura penale italiano. L'organo competente a disporla è il PM, ai fini del procedimento penale. Nell'ambito della finalità meramente investigativa di prevenzione dei reati, sono ammesse anche intercettazioni preventive.